# Erioptera (Mesocyphona) fuscodiscalis
Erioptera (Mesocyphona) fuscodiscalis is een tweevleugelige uit de familie steltmuggen (Limoniidae). De soort komt voor in het Neotropisch gebied.